# Anapoima
Anapoima è un comune della Colombia facente parte del dipartimento di Cundinamarca.
Il centro abitato venne fondato da Lesmes de Espinosa Saravia nel 1627.